# Anevato
Anevato (griechisch Ανεβατό) ist ein griechischer Frischkäse aus Schafmilch, Ziegenmilch, oder einer Mischung aus beiden. Er wird in den Bergen des Regionalbezirks Grevena und der Gemeinde Voio im Regionalbezirks Kozani in der nordgriechischen Region Westmakedonien auf traditionelle Weise aus Rohmilch oder in kleinen Käsereien aus pasteurisierter Milch hergestellt. Seit 1996 ist Anevato (Ανεβατό) eine geschützte Ursprungsbezeichnung (g. U.).

## Eigenschaften
Der Anevato ist ein weißer, streichfähiger Frischkäse mit körniger Textur, ähnlich dem Hüttenkäse. Er hat einen leicht salzigen und sauren, erfrischenden Geschmack mit einem deutlichen Milcharoma und enthält maximal 60 % Feuchtigkeit und mindestens 45 % Fett in der Trockenmasse. Anevato wird vorwiegend als Tafelkäse oder als Brotbelag verzehrt.
Mikrobiologische Untersuchungen von Anevato aus roher Ziegenmilch erbrachte das Ergebnis, dass im gekühlt gelagerten Käse bis zu einem Alter von 15 Tagen Bakterien der Art Lactococcus lactis dominieren. Später, beim Alter von 30 und 60 Tagen, gewinnen Arten von Lactobacillus die Oberhand.

## Herstellung
Die Fertigung des Anevato erfolgte bis zum Ende des 20. Jahrhunderts ausschließlich handwerklich aus Schafmilch, Ziegenmilch, oder einer Mischung aus beiden. Er wurde traditionell in den Bergen des Regionalbezirks Grevena und der Gemeinde Voio im Regionalbezirks Kozani in der nordgriechischen Region Westmakedonien von Schäfern mit großen Schaf- und Ziegenherden hergestellt. Dazu versetzten sie die am Morgen gemolkene Rohmilch mit Lab, bevor sie die Tiere auf ihre Weide trieben. Während des Tages stieg die geronnene Käsemasse auf der Molke nach oben, daher stammt der Name Anevato (‚aufgestiegener Käse‘). Nach der Rückkehr am Nachmittag wurde der Käse abgeschöpft und abtropfen gelassen. Ein Mal in der Woche kehrten die Schäfer in ihre Dörfer zurück, um ihre Familien zu sehen und den Käse zu verkaufen.
Der traditionellen Herstellung folgend wird Rohmilch in kleinen Käsereien für zwölf Stunden bei 18 bis 20 °C zum natürlichen Säuern durch Lactococcus lactis stehen gelassen. Dabei ist die Zugabe von Lab optional. Die ausgefällte Käsemasse wird in etwa 2 × 2 cm messende Würfel geschnitten und vier bis fünf Stunden stehen gelassen, bis die Würfel an die Oberfläche der Molke gestiegen sind. Sie werden abgeschöpft und in Tüchern 24 Stunden abtropfen gelassen, mit ein bis zwei Prozent Salz gewürzt, gut durchgemischt und bis zum Verkauf gekühlt aufbewahrt.
Heute erfolgt die Produktion meist aus pasteurisierter Milch in Käsereien der Herkunftsregion. Zur Verbesserung von Haltbarkeit und Produktqualität werden unerwünschte Bakterien durch die Verwendung von Starterkulturen aus verschiedenen mesophilen Stämmen von Lactococcus lactis zurückgedrängt. Der Geschmack mit pasteurisierter Milch hergestellten Anevatos bleibt hinter dem des Rohmilchkäses zurück, während die Textur nicht beeinträchtigt wird. Der fertige Anevato wird üblicherweise unter Schutzatmosphäre in Kunststoffbehälter zu 250 Gramm und einem oder fünf Kilogramm verpackt. Er wird mindestens zwei Monate bei einer Temperatur von 4 °C reifen gelassen.

## Belege
1. ↑  Verordnung (EG) Nr. 1107/96 der Kommission vom 12. Juni 1996 zur Eintragung geographischer Angaben und Ursprungsbezeichnungen gemäß dem Verfahren nach Artikel 17 der Verordnung (EWG) Nr. 2081/92 des Rates, abgerufen am 19. Januar 2020
2. 1 2 3 4  Magdalini Hatzikamari: Anevato. In: Catherine Donnelly (Hrsg.): The Oxford Companion to Cheese. Oxford University Press, Oxford 2016, ISBN 978-0-19-933088-1, S. 30 (englisch).
3. 1 2 3 4  Maria Belén López Morales, Thomas Bintsis, Efstathios Alichanidis, Karol Herian, Paul Jelen, Erica R. Hynes, Maria Cristina Perotti, Carina V. Bergamini, Everaldo Attard, Anthony Grupetta, Stefania Carpino, Tânia G. Tavares, F. Xavier Malcata: Soft Cheeses (with Rennet). In: Photis Papademas, Thomas Bintsis (Hrsg.): Global Cheesemaking Technology. Cheese Quality and Characteristics. John Wiley & Sons, Hoboken, NJ und Chichester 2018, ISBN 978-1-119-04615-8, Kap. 4, S. 301–325, doi:10.1002/9781119046165.ch4 (englisch).
4. 1 2 3  Magdalini Hatzikamari, Evanthia Litopoulou-Tzanetaki, Nikolaos Tzanetakis: Microbiological characteristics of Anevato: a traditional Greek cheese. In: Journal of Applied Microbiology. Band 87, Nr. 4, 1999, S. 595–601, doi:10.1046/j.1365-2672.1999.00857.x (englisch).
5. 1 2 3  Evanthia Litopoulou-Tzanetaki, Nicolaos Tzanetakis: Microbiological characteristics of Greek traditional cheeses. In: Small Ruminant Research. Band 101, Nr. 1–3, 2011, S. 17–32, doi:10.1016/j.smallrumres.2011.09.022 (englisch).
6. ↑  Vassilios Xanthopoulos, Anna Polychroniadou, Evanthia Litopoulou-Tzanetaki, Nicolaos Tzanetakis: Characteristics of Anevato Cheese made from Raw or Heat-treated Goat Milk Inoculated with a Lactic Starter. In: Lebensmittel-Wissenschaft und -Technologie. Band 33, Nr. 7, 2000, S. 483–488, doi:10.1006/fstl.2000.0699 (englisch).